# Delling
Delling ( ≈ Den lysende as) er gud for solopgangen i den nordiske mytologi og er jættekvinden Nats tredje mand. De har sammen sønnen Dag.

## Citat
Morgenens Porte  

Delling oplukker,  

i straalende Lue  

paa Himlens Bue.  